# Garešnica
Garešnica är en stad i Kroatien. Staden har 11 630 invånare (2001) och ligger i regionen Moslavina i Bjelovar-Bilogoras län. Närmaste större ort är Kutina.

## Orter i kommunen
Garešnica utgör huvudorten i kommunen med samma namn. I kommunen finns förutom Garešnica följande 22 orter: Ciglenica, Dišnik, Duhovi, Garešnički Brestovac, Gornji Uljanik, Hrastovac, Kajgana, Kaniška Iva, Kapelica, Mala Bršljanica, Mali Pašijan, Malo Vukovje, Rogoža, Tomašica, Trnovitički Popovac, Uljanički Brijeg, Uljanik, Velika Bršljanica, Veliki Pašijan, Veliki Prokop, Veliko Vukovje och Zdenčac.